# Rend és Igazságosság
A Rend és Igazságosság (litvánul Tvarka ir teisingumas) egy politikai párt volt Litvániában.
A pártot 2002-ben alapították meg és a párt a kezdetektől kezdve nagy népszerűségre tett szert. Első komoly parlamenti megmérettetése a 2004-es parlamenti választás volt, ahol a párt a negyedik helyezést érte el. 
2020-ban átalakult, új neve Szabadság és Igazságosság. 

## Választási eredmények
| Választás éve | Szavazatok száma | Szavazatok aránya | Mandátumok száma | Parlamenti státusz |
| ------------- | ---------------- | ----------------- | ---------------- | ------------------ |
| 2004          | 135 807          | 11,3%             | 9                | ellenzék           |
| 2008          | 156 777          | 12,68%            | 11               | ellenzék           |
| 2012          | 100 120          | 7,63%             | 6                | kormánypárt        |
| 2016          | 67 817           | 5,55%             | 5                | kormánypárt        |

| Választás éve | Szavazatok száma | Szavazatok aránya | Mandátumok száma |
| ------------- | ---------------- | ----------------- | ---------------- |
| 2009          | 67 237           | 11,90%            | 2                |
| 2014          | 163 049          | 14,25%            | 2                |
| 2019          | 34 298           | 2,73%             | 0                |